# Matsaudi
Matsaudi (Sakapane) – wieś w Botswanie w dystrykcie North West. Według spisu ludności z 2011 roku wieś liczyła 345 mieszkańców.